# منطقة انجول
انجول رمزها «AN» (بالإنجليزية: Angul)‏ ، هو تقسيم إداري لدولة الهند تتبع ولاية أوريسا (بالإنجليزية: Orissa)‏ ، مركزها هو مدينة انجول (بالإنجليزية: Angul)‏ عدد سكانها حسب تعداد سنة 2001 هو 1,139,341 ، مساحتها 6,347 كم² وكثافة السكان 180 لكل كم² .